# Zachingański Korpus Kozacki
Zachingański Korpus Kozacki (ros. Захинганский казачий коpпус) – kolaboracyjna rosyjska formacja zbrojna złożona z białych Kozaków w składzie Armii Kwantuńskiej podczas II wojny światowej.
W 1941 Japończycy opracowali plan ataku na ZSRR na Dalekim Wschodzie, który przewidywał szeroki udział oddziałów wojskowych złożonych z rosyjskich białych emigrantów. W ramach tych oddziałów został też sformowany Zachingański Korpus Kozacki, składający się z pięciu pułków kozackich, dwóch dywizjonów kawalerii i samodzielnej sotni. Liczył on od 6000 do 10 000 żołnierzy. Na jego czele stanął były biały generał Aleksiej Bakszejew. Korpus był podporządkowany dowódcy japońskiej misji wojskowej w Hailarze ppłk Taki. Kozacy byli traktowani przez japońskie dowództwo jako rezerwa Armii Kwantuńskiej. Jednakże z powodu rezygnacji z planów ataku na ZSRR Korpus został ostatecznie rozwiązany.